# Belagerung von Wismar (1675)
Rathenow – Nauen – Fehrbellin – Wismar – Wolgast 1675 – Wolgast 1676 – Bornholm – Öland – Peenemünder Schanze – Stettin (1677) – Køgebucht – Bergen – Warksow – Rügen (1678) – Stralsund (1678) – Greifswald – Tilsit – Splitter – Telschi – Porta Westfalica

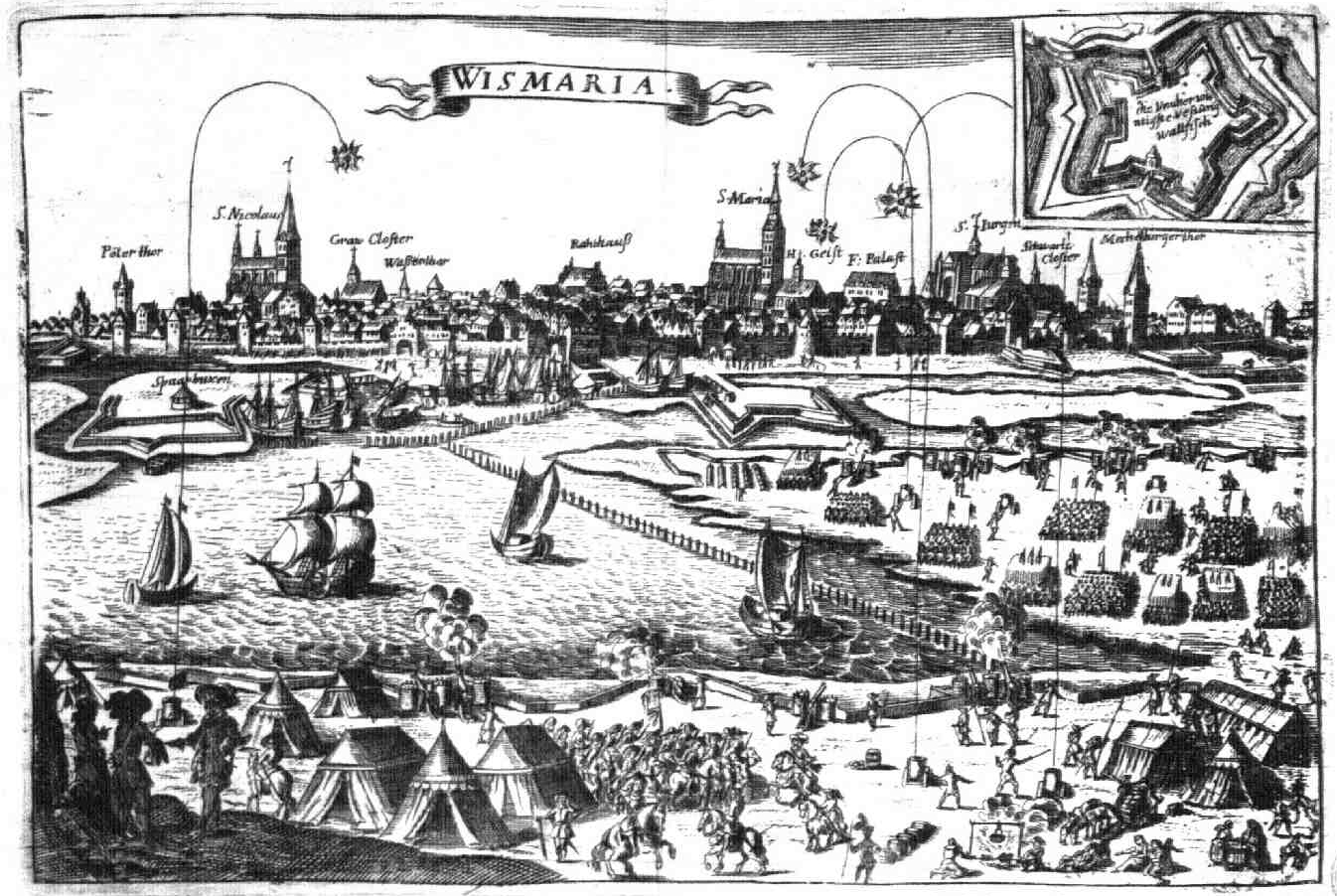
Die Belagerung auf einem Flugblatt von 1675

Die Belagerung von Wismar im Nordischen Krieg von 1674 bis 1679 fand während des Pommernfeldzugs von 1675 bis 1676 ab dem 1. August 1675 durch die mit den Dänen verbündeten Brandenburger und ab dem 22. August 1675 durch die Dänen selbst statt. Sie endete mit der Einnahme der Stadt Mitte Dezember 1675.

## Vorgeschichte
Im Westfälischen Frieden von 1648 wurde die mecklenburgische Stadt Wismar an Schweden abgetreten. Auf Drängen des französischen Königs hatte Schweden einen Krieg mit Brandenburg begonnen. Nach der Niederlage der Schweden in der Schlacht bei Fehrbellin am 18. Juni 1675 schloss sich auch Christian V. von Dänemark offen den Gegnern Schwedens an. Er wollte gemeinsam mit Friedrich Wilhelm I. von Brandenburg die Schweden aus ihren Norddeutschen Besitzungen vertreiben.

## Truppenstärken
Wismar wurde von einer schwedischen Garnison unter dem Kommando von Generalfeldmarschall Carl Gustaf Wrangel (1613–1676), Generalgouverneur von Schwedisch Pommern und seit dem 4. August 1674 Kommandant von Wismar gehalten. Die schwedische Garnison zählte ungefähr 2500 Mann mit 45 Kanonen.
- eine Abteilung von 200 Dragonern
- Upplandregiment mit 943 Mann
- Jämtlandregiment mit 401 Mann
- Stadtmiliz mit 1000 Mann

Die Belagerungsarmee der Dänen, Kaiserlichen und Brandenburger war etwa 13.500 Mann stark und mit 44 Belagerungskanonen und 6 Mörsern versehen. Sie stand unter dem Kommando von König Christian V.

## Verlauf

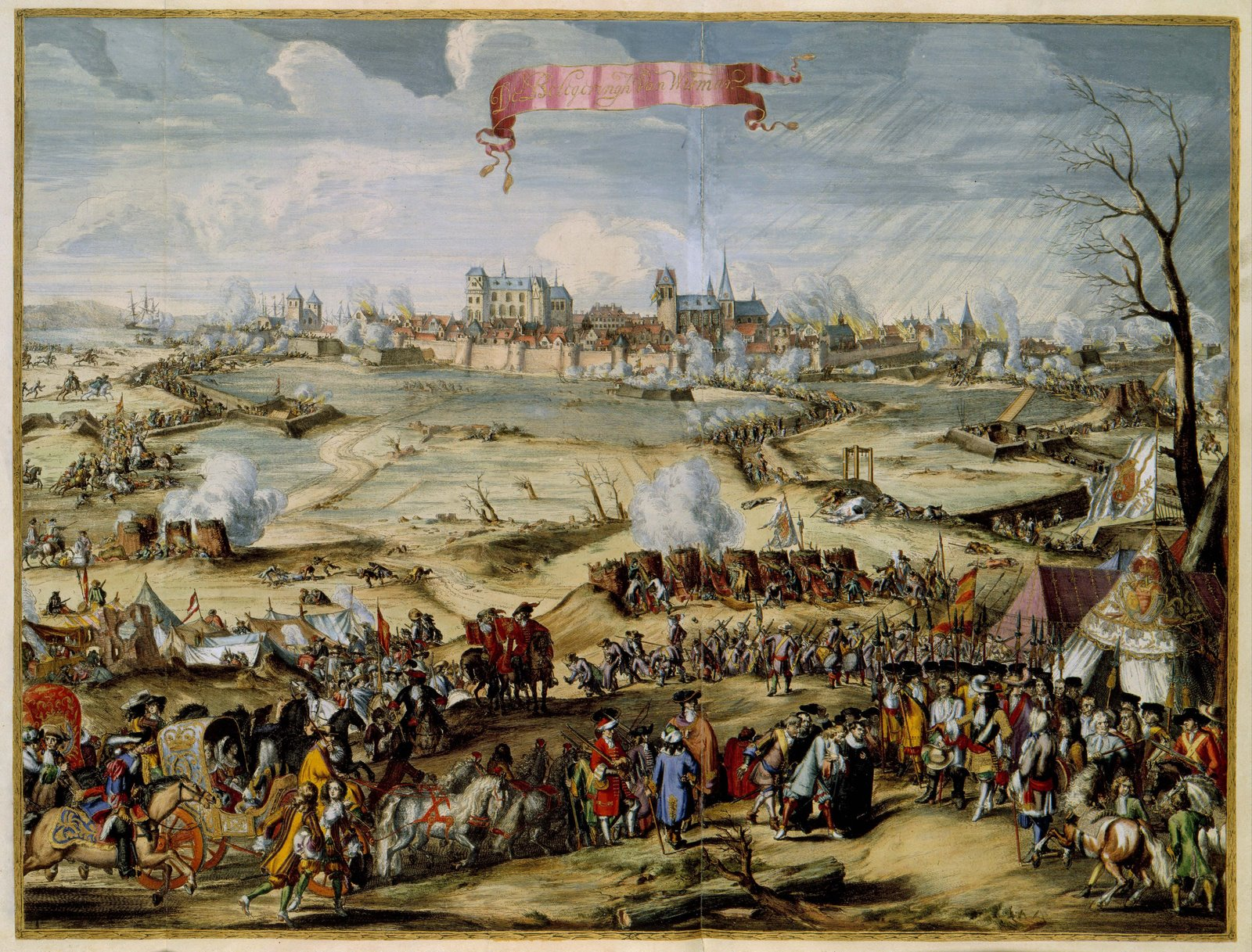
Belagerung von Wismar 1675

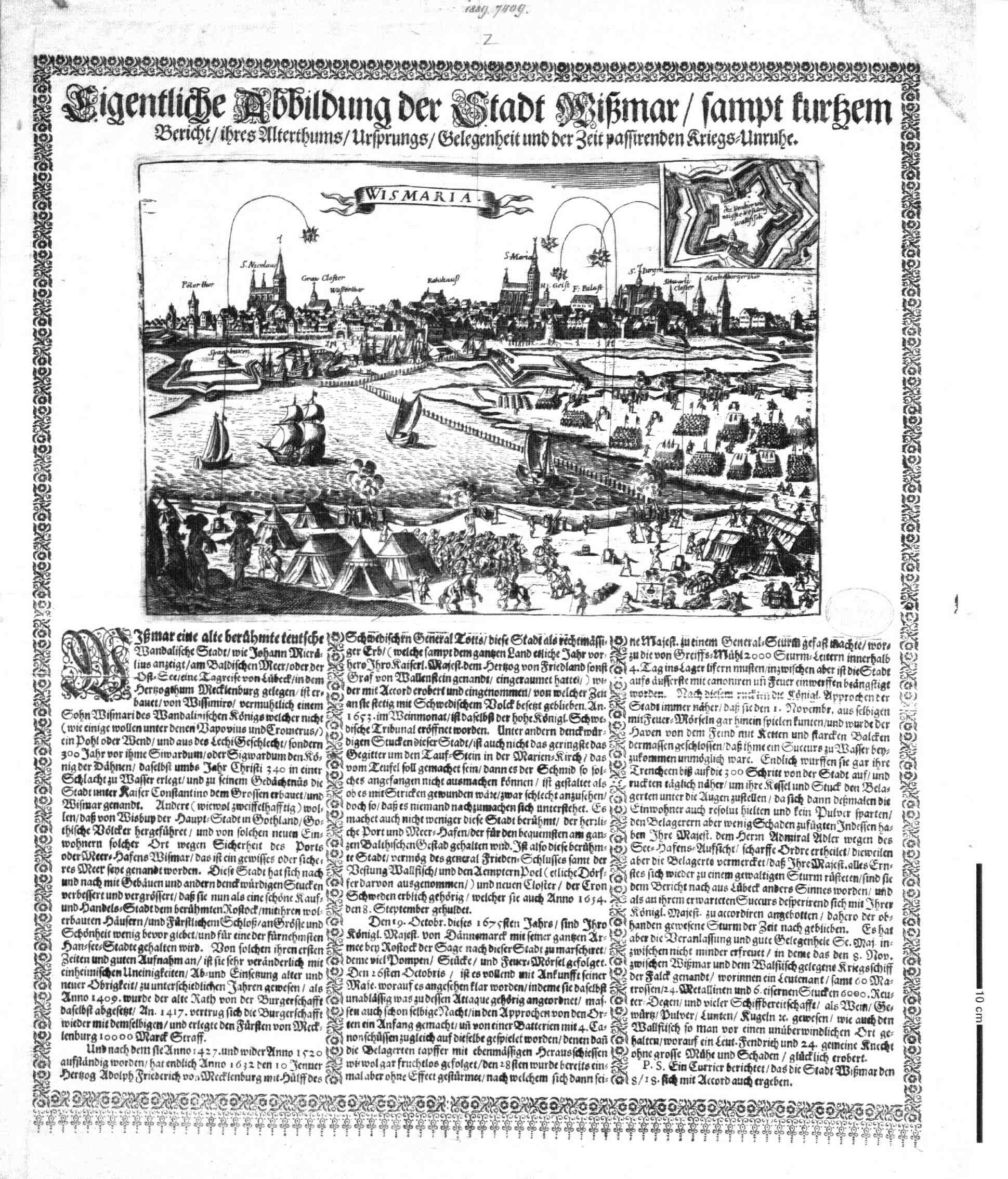
Flugblatt von der Belagerung

Anfang August 1675 erschienen die Brandenburger vor Wismar, einen halben Monat später stießen die Dänen unter Christian V. mit 16–18.000 Mann über Oldesloe dazu. Da ein seeseitiger Entsatz durch die schwedische Flotte drohte, wurde mit 2000 Brandenburgern im September die Insel Poel, die Kornkammer der Festung Wismar, besetzt. Im September einigten sich der große Kurfürst und König Christian V. von Dänemark, dass Wismar nach der Einnahme Dänemark zufallen solle. Der Feldzug verlagerte sich aber zunächst weiter nach Schwedisch-Pommern. Die beiden Verbündeten trafen sich im Oktober 1675 vor Stralsund, beschlossen aber zunächst den Aufschub einer Belagerung der vorpommerschen Stadt.
Es wurde stattdessen beabsichtigt, Wismar anzugreifen, sobald die dänische Flotte den Brandenburgern Unterstützung leisten könne. Der dänische König zog daraufhin nach Wismar, wo Schweden seinen größten und als Ausgangspunkt für einen Angriff auf Dänemark am besten geeigneten Hafen an der deutschen Ostseeküste besaß. Wismar wurde erneut am 4. Oktober von den Dänen unter Generalmajor Sandberg mit 5000 Mann blockiert. Für die Versorgung dieser Truppen musste die mecklenburgische Regierung aufkommen, die erfolglos dagegen protestierte.
Als wirksame Blockademaßnahme erwies sich die Sperrung des Hafens am 24. Oktober 1675. Schon lange vorher wurde das letzte einfahrende Schiff registriert und das letzte auslaufende Schiff gemeldet.
Das Gros der dänischen Armee war über Damgarten zurückgezogen und hatte sich am 29. Oktober vor Wismar mit den Blockierungstruppen vereinigt. Es waren bis zu 18.000 Mann, dazu kam ein Artilleriepark in der Stärke von 76 Kanonen.
Am 31. Oktober 1675 begann der Beschuss und die Belagerung der Festung Wismar, die unter dem Kommando des schwedischen Generalleutnants Gustav Wrangel stand. Die für die Verteidigung der mecklenburgischen Stadt besonders wichtige Inselfestung Walfisch fiel bereits am 5. November in dänische Hände. Die Schweden hatten dort einen Orlog, das Segelkriegsschiff „Falke“, stationiert. Bei Niedrigwasser und im dichten Novembernebel wurde das Kriegsschiff am 5. November 1675 überfallen und in Besitz gebracht. Den Dänen gelang bei der Eroberung des Kriegsschiffs „Falke“ die Gefangennahme von 642 Mann der Schiffsbesatzung und die Erbeutung von 38 Schiffskanonen. Der Besatzung des Forts Wallenstein blieb nichts weiter übrig, als sich der Übermacht zu ergeben. Nach zeitgenössischen Angaben lag die Zahl der gefangen genommenen Schiffsbesatzung bei 60 Matrosen und einem Offizier und die Zahl der auf dem Walfisch gefangen genommenen Soldaten bei 25.
Durch den Wegfall der Festungsanlage am Eingang des Hafens war eine seeseitige Entsetzung durch die Schweden nicht mehr für die Belagerten zu erhoffen. Die Dänen warfen vor den Stadttoren Schanzen auf und forcierten ihre Angriffe. Wegen des strengen Frostes und die dadurch entstandene Verfestigung des morastigen Bodens, erwog Wrangel die Stadt zu übergeben.
Als Ende November die Witterung umschlug, war das nicht mehr nötig. Dafür verstärkten die Angreifer den Druck auf den vor dem neuen Werk liegenden Werder. Ein schwedischer Entsatzversuch durch Graf von Königsmarck von Stralsund aus scheiterte.
Trotz tapferer Verteidigung der Schweden und schlechten Wetters mit Regen und Schnee gelang den Dänen unter Führung des Generalleutnants Niels Rosenkrantz am 13. Dezember schließlich der Sturm auf die Stadt. Gemeinsam mit Vertretern des Rates und des Tribunals gelang es dem schwedischen Gouverneur Wrangel, den Siegern günstige Übergabebedingungen abzuhandeln. Wrangel kapitulierte am 14. Dezember mit freiem Abzugsrecht nach Stralsund. Es zogen 500 Mann Infanterie und 150 Dragoner aus der Stadt. Das dänische Königspaar zog am 16. Dezember feierlich in die eroberte Stadt ein. Der gesamte Rat der Hansestadt Wismar empfing König Christian V. samt Begleitung am Mecklenburger Tor und begleitete ihn bis zur Marienkirche.

## Folgen
Darauf bezogen die Dänen Winterquartiere. Die Stadt blieb in den nächsten vier Jahren in dänischem Besitz. Die schwedischen Beamten konnten frei abziehen, durften aber auch in der Stadt bleiben. Alle anderen Privilegien der Stadt, die ihr im westfälischen Frieden zugesagt worden waren, wie etwa die Selbstverwaltung, ließen die Dänen unangetastet. Dänemark versprach am 2. September (22. August) 1679 in den Friedensverhandlungen in Fontainebleau Wismar an Schweden zurückzugeben und tat dies am 23. November 1680.

## Verluste
Die einsetzende Beschießung der Stadt führte nur zu geringen Menschenverlusten. 12 Bürger fanden den Tod bei über 12.000 Kanonenschüssen und über 500 Einschlägen von Granaten. 1200 Bürger kamen dagegen durch Krankheiten, vor allem nach Abzug der dänischen Truppen und nach der Einnahme der Stadt ums Leben.